# Межгюль
Межгюль (таб. Мажвгул) — село в Хивском районе Дагестана. Входит в состав муниципального образования «Сельсовет Межгюльский».

## География
Село расположено в 7,5 км к северо-востоку от административного центра района — с. Хив. В 1,5 км к северо-западу от села находится с. Зильдик, в 4 км к востоку от села расположено с. Чере.

## История
Село имеет богатую, многовековую историю. Днём основания села старожилы установили 10 августа 1706 г.
В 1930-е годы в селе одним из первых в Табасаране были созданы ковровые артели.
В селе функционирует ковровая фабрика, на которой сейчас трудится почти 100 женщин.

## Население
| \| 1895[5] \| 1926[6] \| 1939[7] \| 1970[8] \| 1989[9] \| 2002[10] \| 2010[11] \| \| ------- \| ------- \| ------- \| ------- \| ------- \| -------- \| -------- \| \| 698 \| ↗792 \| ↘771 \| ↗903 \| ↘825 \| ↗1111 \| ↗1215 \| \| 2021[1] \| \| \| \| \| \| \| \| ↘1035 \| \| \| \| \| \| \| 250 500 750 1000 1250 1500 1939 2021 |      |      |      |      |       |       |
| 1895 | 1926 | 1939 | 1970 | 1989 | 2002  | 2010  |
| 698 | ↗792 | ↘771 | ↗903 | ↘825 | ↗1111 | ↗1215 |
| 2021 |      |      |      |      |       |       |
| ↘1035 |      |      |      |      |       |       |

## Инфраструктура
- В селе имеется музей культуры и быта[12]
- Также в селе есть библиотека[13]

## Известные уроженцы
- Юзбеков Зейдула Кадималиевич — бывший министр по управлению государственным имуществом РД, доктор экономических наук, профессор МГУ им. М. В. Ломоносова, заслуженный экономист РФ, заслуженный деятель науки РД, академик международной академии развивающихся рынков (г. Нью-Йорк, США). Награжден орденским знаком «Звезда Славы Отечества», медалью Лесгафта «За вклад в науку», медалью министерства образования и науки РФ. Разработал прогнозный план социально-экономического развития Дагестана на двадцатилетнюю перспективу («Программа Дагестан»). Многие проекты ученого внесли неоценимый вклад в части финансирования региона в 1990-е годы и продолжают реализовываться в настоящее время.[14]
- Ризаханов Магомед Ахмедпашаевич — доктор физико-математических наук, профессор.
- Юзбеков Ахмед Кадималиевич — доктор биологических наук, профессор биологического факультета Московского Государственного Университета имени М. В. Ломоносова. Почетный работник высшего профессионального образования Российской Федерации.
- Мирзабеков Рамазан Мирзабекович — участник ВОВ. Находясь на южном фронте до 29 декабря 1942 г., где был тяжело ранен и получил обморожение ног, находился на лечении в госпитале в г. Дербент. Участвовал в крупных военных сражениях под Моздоком в Ставропольском крае. После окончания войны направлен в войска пограничной службы, где служил на погранзаставах с Турцией и Ираном на должности командира заставы. Демобилизован 21 июня 1946 г. Награжден медалью «За отвагу во время Моздокского сражения», орденом отечественной войны 2-й степени и 12 медалями.[15][16][17]
- Гайдаров Рамазан Алигусейнович (родился в с. Межгюль). Живёт в г. Махачкала р. Дагестан. Чемпион мира по уличному воркауту. 18-19 ноября в Мумбае (Индия) выиграл чемпионат мира по уличному воркауту — Elysium Street Workout Championship.